# La Chapelle-Saint-Laurent
La Chapelle-Saint-Laurent è un comune francese di 1 897 abitanti situato nel dipartimento delle Deux-Sèvres nella regione della Nuova Aquitania.

## Società

### Evoluzione demografica
Abitanti censiti